# Allan Maclean (konsul)
Allan Maclean (ur. 1858 – zm. 1918) – brytyjski urzędnik konsularny.
Pełnił funkcję konsula w Dar-Al-Baida (1894-1896), Bilbao (1906-), Gdańsku (1910-1912), konsula generalnego w Valparaiso (1913-1916).
Odznaczony Orderem św. Michała i św. Jerzego C.M.G.